# Capétiens directs
 (octobre 2009).
Si vous disposez d'ouvrages ou d'articles de référence ou si vous connaissez des sites web de qualité traitant du thème abordé ici, merci de compléter l'article en donnant les références utiles à sa vérifiabilité et en les liant à la section « Notes et références ».
Le nom de Capétiens directs désigne les monarques capétiens qui régnèrent de père en fils sur le royaume de France, d'Hugues Capet en 987, jusqu'à Charles IV le Bel en 1328.
Les Capétiens directs ont eu pendant plus de trois siècles la chance d'avoir toujours un fils pour leur succéder, ce que les historiens appellent le « miracle capétien ». Cette pérennité exceptionnelle de la dynastie prend fin dans les quatorze années suivant la mort de Philippe IV le Bel en 1314 : son premier fils Louis X le Hutin meurt en laissant un fils posthume qui meurt lui-même au bout de cinq jours, puis les deux autres fils de Philippe le Bel, Philippe V le Long et Charles IV le Bel, meurent à leur tour sans laisser d'héritiers mâles. Cette série de déboires entraîne l'extinction de la maison.
Après la mort sans héritier du dernier descendant mâle direct d'Hugues Capet, la maison capétienne de Valois leur succéda (les Valois sont aussi des descendants directs d'Hugues Capet mais le premier Valois devenu roi de France n'était pas fils d'un roi de France, contrairement aux Capétiens directs).

## Élection, succession et sacre
En 987, Hugues Capet, duc des Francs et marquis de Neustrie, possède un territoire compris entre la Seine et la Loire.
Il est le petit-fils de Robert Ier (qui avait régné de manière succincte de 922 à 923) et le fils d'Hugues le Grand, tous deux issus de la dynastie dite des « Robertiens ». Il n'est donc pas, techniquement, le premier roi capétien, mais il est le premier de la famille à transmettre la couronne à son fils, ce pourquoi il est considéré comme le fondateur de la dynastie capétienne.
Lorsque le dernier roi carolingien, Louis V, meurt sans descendance, une réunion des plus grands féodaux (dont il est) et des évêques du royaume le choisit comme roi. Il est sacré à Noyon, le dimanche 3 juillet 987, aux dépens du prétendant carolingien, Charles de Lorraine. Ainsi, même si depuis le règne de Louis IV, les Carolingiens ont compris que seule une personne pouvait hériter du pouvoir afin d'en bénéficier pleinement, ils n'auront pas la chance d'avoir des héritiers directs sur une longue période (comme ce sera le cas des Capétiens directs). Contrairement au Saint-Empire romain germanique, où le manque d'héritiers en âge de régner et l'extinction des diverses dynasties ont favorisé une monarchie élective, une succession héréditaire de père en fils jusqu'au XIVe siècle permet d'imposer aux esprits du royaume le principe d'une monarchie héréditaire. De plus, Hugues Capet fait tout pour confirmer ce pouvoir dynastique qu'il compte instaurer : dès le 25 décembre 987, il fait sacrer à la cathédrale Sainte-Croix d'Orléans son fils Robert II (qui lui succédera en 996).
Les premiers rois capétiens suivront l'exemple, et feront reconnaître et sacrer leur fils aîné de leur vivant. La coutume durera jusqu'à Philippe Auguste. La règle de la succession par le fils aîné s'impose peu à peu, d'autant plus facilement que, jusqu'à Louis X, tous les rois auront un fils pour leur succéder. Cela contraste avec les heurts des deux dynasties précédentes.
Bien qu'il n'y ait plus d'élection après celle d'Hugues, le « collège électoral » des grands seigneurs et ecclésiastiques perdure sous le nom de pairie de France. Les pairs sont omniprésents dans le cérémonial du sacre, rappelant ainsi qu'ils soutiennent, mais aussi « choisissent » le roi.

## Les premiers règnes (987-1108)
Hugues Capet, en tant que duc des Francs, est suzerain des territoires qui s'étendent entre la Seine et la Loire. Mais son propre domaine se situe surtout autour d'Orléans et de Paris, et sa dimension n'excède pas celle d'un département d'aujourd'hui.
Vers l'ouest, ses grands vassaux, les comtes de Blois et d'Anjou, sont à peu près indépendants, et le duc ne détient en propre que quelques propriétés dispersées. On peut citer l'abbaye Saint-Martin à Tours, qui est un des sanctuaires les plus importants du royaume.
Le reste du royaume est partagé en grands fiefs, parmi lesquels le duché de Normandie (créé pour le viking Rollon par le roi Charles III), le duché de Bourgogne (aux mains de son frère Eudes-Henri), le duché d'Aquitaine (ancien royaume carolingien), le comté de Champagne, le comté de Flandre ou encore le lointain comté de Toulouse.
La monarchie carolingienne avait été itinérante, parcourant le royaume et ses domaines dispersés. Robert II fait encore quelques grands voyages : il est reçu par le duc d'Aquitaine et le comte de Toulouse, mais il s'agit avant tout d'un pèlerinage dans les sanctuaires du sud du royaume, et si les grands le reconnaissent comme roi, ils mènent leurs affaires comme ils l'entendent. Mais les successeurs travailleront surtout à gérer leur domaine.
La monarchie subit un important choc lorsque Henri Ier monte sur le trône, Constance d'Arles sa mère, préférerait que Robert, le benjamin de ses fils, monte sur le trône. S'ensuit alors des querelles familiales, Henri conserve le trône mais il donne à son frère la Bourgogne en apanage.
Au demeurant, avec l'arrêt progressif des incursions vikings à partir du milieu du Xe siècle, l'économie croît rapidement et le domaine devient prospère. Les rois n'interviennent que peu dans les affaires de leurs vassaux, en réalité tout aussi puissants qu'eux. Quand ils le font, c'est souvent en prenant prétexte d'une querelle familiale dans le fief.
Quant à une éventuelle « politique étrangère » hors du royaume, encore possible avec les Carolingiens, elle est inexistante. L'empereur est loin. Mais les rois agrandissent peu à peu leur domaine, souvent par des mariages, et on peut signaler le lointain mariage d'Henri Ier avec Anne de Kiev. Le pape seul intervient, pour sanctionner des mariages peu conformes aux lois de l'Église. Philippe Ier sera excommunié, ce qui ne l'empêchera pas de conserver le soutien du clergé français.
Deux événements majeurs ont lieu sous le règne de Philippe Ier : en 1066 le duc de Normandie Guillaume le Conquérant conquiert l'Angleterre et en devient roi ; en 1095, le pape Urbain II prêche la première croisade à Clermont.

## L'émergence contrastée (1108-1180)
Au XIIe siècle, la croissance de l'économie, l'importance prise par les villes souvent nouvelles, et la circulation monétaire changent profondément la féodalité. Les petites seigneuries exclusivement agricoles déclinent, au profit des plus grands fiefs, des comtes et ducs et, au premier chef, du roi et de son très riche domaine. L'essentiel du siècle est occupé par les règnes de Louis VI et de Louis VII, et la personnalité de celui qui les conseille tous les deux, Suger, l'abbé de Saint-Denis.
D'ailleurs, Saint-Denis, récemment rattaché au domaine avec le Vexin prend une grande importance symbolique. La basilique est reconstruite et inaugure le style gothique. Elle abrite les tombeaux des rois de France, et l'oriflamme, une bannière de soie rouge que les rois viennent prendre en partant pour la guerre. « Montjoie Saint Denis ! » devient le cri de guerre de leur armée. Le martyr saint Denis, sur le tombeau duquel est érigée l'abbaye, tend à devenir le patron des Francs, supplantant saint Martin.
Louis VI termine la prise de contrôle du domaine royal, en éliminant les « seigneurs pillards », ce qui occupera significativement son règne. Mais dans le même temps, il commence à intervenir dans les affaires des autres fiefs. Il doit, comme déjà son père et comme ses successeurs, tenter de contenir la puissance des ducs de Normandie, maintenant rois d'Angleterre, en prenant parti dans les disputes familiales. Il tente également d'imposer un nouveau comte en Flandre, après l'assassinat du précédent, exerçant sa prérogative de suzerain. Il essuie un demi échec, mais l'événement marque nettement le retour du roi hors de son domaine personnel.
Son successeur Louis VII participe à la deuxième croisade. Elle est désastreuse, mais c'est encore pour le roi une occasion de se montrer loin de Paris. En son absence, le royaume est remarquablement administré par Suger. Par ailleurs, il épouse Aliénor, héritière du duché d'Aquitaine (l'Aquitaine d'alors est plus au nord que celle d'aujourd'hui. Sa capitale est Poitiers et non Bordeaux). Le mariage est tout aussi désastreux que la croisade et, aucun héritier mâle ne venant au monde, Aliénor est répudiée. Elle devient aussitôt l'épouse du duc d'Anjou et de Normandie, Henri de Plantagenêt, qui devient la même année roi sous le nom d'Henri II d'Angleterre. Les États des Plantagenêt couvrent alors tout l'Ouest de la France, en plus de l'Angleterre. Un mariage suivant de Louis l'allie à son autre grand vassal, le comte de Champagne. La période voit aussi le rapprochement de la royauté et de l'Église, tout particulièrement des évêques, qui dominent dans l'entourage du roi, mais aussi du pape.

## Les grands règnes (1180-1314)
La période suivante, qui s'ouvre avec l'accession au trône de Philippe Auguste, est marquée par trois longs règnes d'importance : ceux de Philippe Auguste, de Saint Louis et de Philippe IV le Bel. Le domaine royal s'étend, pour couvrir la plus grande partie du pays, et l'administration s'organise jusque dans les fiefs. Le prestige du roi et son caractère sacré se renforcent considérablement. Philippe Auguste reprend la plupart des terres qu'avait perdues Louis VII à la suite du mariage d'Aliénor d'Aquitaine avec le Roi d'Angleterre. Il bat notamment les Anglais lors de la célèbre bataille de Bouvines (1214). C'est également sous Philippe Auguste qu'apparaît pour la première fois le titre de « Rex Franciæ », soit Roi de France. Philippe Auguste décède en 1223 et son fils, Louis VIII, lui succède. Le court règne de celui-ci voit l'extension de la puissance royale dans le sud du royaume, à l'occasion de la croisade des albigeois. Des annexions au domaine royal s'ensuivent jusqu'à, finalement, celle de l'héritage du comté de Toulouse. Louis VIII meurt prématurément en 1226 et c'est son fils, Louis IX, qui monte sur le trône. Mais, en raison de son jeune âge, sa mère, Blanche de Castille, exerce la régence.
Louis IX est un remarquable roi justicier, il rend souvent sa justice à Vincennes. Mais Louis IX est surtout un roi très pieux, si bien qu'il participe à toutes les croisades de son temps. Il mourra d'ailleurs au cours de l'une d'elles, en 1270, non pas au combat mais probablement de la dysenterie.
Philippe IV, petit-fils de Louis IX, monte sur le trône en 1285, à la mort de son père, Philippe III le Hardi. Il fait en sorte que la religion catholique et le Pape soient plus proches du roi de France. Il fait déménager la résidence papale dans le comté d'Avignon. C'est lui qui, en 1297, fait canoniser son illustre grand-père. Pour gouverner, Philippe IV s'entoure de brillants conseillers et légistes, comme Guillaume de Nogaret ou Enguerrand de Marigny. Sous son règne, la France traverse une période économique difficile et l'argent est cherché partout. Cette situation amènera la royauté à confisquer les biens et à taxer lourdement certaines communautés comme les Templiers ou encore les Lombards et les Juifs. Philippe IV, dit le Bel, meurt en 1314 et laisse derrière lui trois fils. On est donc loin d'imaginer une quelconque crise de succession.

## Les derniers rois (1314-1328)
En 1316 a lieu la première crise majeure de succession, quand Louis X meurt sans héritier. La reine, Clémence de Hongrie, attend un enfant. 
La régence du royaume est confiée à l'oncle de celui-ci, Philippe. C'est un garçon qui naît finalement en 1316 et qui règne sous le nom de Jean Ier. Mais il meurt 5 jours après sa naissance : c'est alors son oncle, le régent, qui lui succède, sous le nom de Philippe V. En 1322, Philippe meurt sans descendance mâle et son frère Charles IV monte sur le trône. En 1328, Charles meurt également sans descendance mâle. Au terme de discussions sur la dévolution du trône, Philippe de Valois, petit-fils de Philippe III, est choisi selon la coutume franque de la loi salique, au détriment de Charles le Mauvais, d'Édouard III et des filles de Philippe V et de Charles IV.
Les événements ayant entraîné cette chute rapide d'une dynastie puissante sont au cœur de la saga romanesque Les Rois maudits de Maurice Druon.